# Argyrostola ruficostalis
Argyrostola ruficostalis är en fjärilsart som beskrevs av George Francis Hampson 1895. Argyrostola ruficostalis ingår i släktet Argyrostola och familjen Crambidae. Inga underarter finns listade i Catalogue of Life.